# Diadumene lighti
Diadumene lighti is een zeeanemonensoort uit de familie Diadumenidae.
Diadumene lighti is voor het eerst wetenschappelijk beschreven door Hand in 1956.